# El puente (película de 1977)
El puente es una película española de 1977 dirigida por Juan Antonio Bardem sobre un relato de Daniel Sueiro. La película obtuvo el premio Golden Prize en la décima edición del Festival Internacional de Cine de Moscú.

## Sinopsis
Juan (Alfredo Landa) es un mecánico de coches que trabaja en un taller de Madrid. Junto a su novia había planeado un estupendo puente festivo que se malogra cuando su chica le deja plantado. Tras un encuentro casual con dos turistas extranjeras decide irse con su moto a Torremolinos. Se desarrolla un doble argumento en el viaje que, mientras el protagonista irá viendo cambios sociales de la transición española, incluyendo la cosificación de las mujeres, se describe a un obrero individualista sin conciencia de clase, que se va topando con las diversas estructuras de la burguesía que controlan a la sociedad.

## Localización y rodaje
La película tiene una estructura de película de carretera, en inglés road movie, lo cual hizo que se filmara en diversas localizaciones españolas, comenzando en Madrid.